# جيف مالون (لاعب هوكي الجليد)
جيف مالون هو لاعب هوكي الجليد كندي، ولد في 17 مارس 1888 في مدينة كيبك في كندا، وتوفي في 22 مارس 1981.